# 阿龙·布鲁克斯 (摔跤运动员)
阿龙·布鲁克斯（英語：Aaron Brooks，2000年6月15日—），美国男子摔跤运动员，2023年世界U23摔跤锦标赛男子自由式86公斤级金牌得主、2024年夏季奥林匹克运动会男子自由式86公斤级铜牌得主。